# Prva javna nogometna utakmica u Zagrebu
Prva javna nogometna utakmica između dvaju klubova u Zagrebu odigrana je 28. listopada 1906. godine na Zapadnom perivoju, današnjem Marulićevom trgu na kojem je kasnije izgrađena Knjižnica. Utakmicu su odigrala dva zagrebačka nogometna kluba HAŠK i PNIŠK, a rezultat je bio neodlučen 1:1 (1:0). Utakmica je igrana po tada jedino važećim engleskim pravilima.
Od 1904. do tada javne utakmice isključivo su igrale dvije momčadi PNIŠK-a.

## Sastavi momčadi
- HAŠK: Hinko Würth, Josip Besednik, Hugo Kuderna, Josip Novak, Ivo Lipovšćak, Anđelo Grgić, Marko Kostrenčić, Dragutin Albrecht, Marko Kren, Vladimir Erbežnik, Zvonimir Bogdanović
- PNIŠK: Dragutin Baki, Jan Todl, Veljko Ugrinić, Schreiber, Kiseljak, Pilepić, Uhrl

## Cijena ulaznica
Loža: 2 krune, Stolica: krunu i pol, stajanje: 60 filira. Ukupna zarada s utakmice bila je 22 krune. Mnogi gledatelji utakmicu su gledali izvan ograde igrališta ne plativši ulaznicu.

## Zanimljivo
Gledatelji još nisu bili naviknuti na nogomet niti su poznavali pravila igre, te nisu mogli ocijeniti što je vrijedno u igri. Tako su pljeskom nagradili Kudernu kada je u jednom trenutku udario loptu visoko u zrak, a uopće nisu reagirali kada je Erbežnik postigao pogodak.

## Prve utakmice
Iako je u Zagrebu postojalo više nogometnih momčadi, do njihovih međusobnih utakmica nije došlo sve do 1906. godine. PNIŠK je 1904. godine u Zagrebu organizirao utakmicu svojih dviju momčadi, a gledatelji su plaćali ulaznicu. Isti klub je već 23. listopada 1905. godine pozvao HAŠK da odigraju utakmicu, ali do susreta iz nepoznatih razloga nije došlo. Najviše volje za organiziranje nogometnih utakmica imao je PNIŠK, koji je suparnika prije našao u Mađarskoj (1905. godina, FTC i Kaposvári A.C.) nego u Zagrebu.